# Abilene (Kansas)
Abilene – miasto w Stanach Zjednoczonych, w stanie Kansas, w hrabstwie Dickinson, nad rzeką Smoky Hill. Liczba ludności: 6844 (2010 r.).
Miasto posiada rozwinięty przemysł maszynowy, a także stanowi centrum handlowe okolicznego rolnictwa i hodowli bydła.
Początek historii miasta datuje się na rok 1857 – ekspansja ludności na zachód wiązała się z budową kolei, przez co Abilene stało się miejscem corocznego spędu bydła rasy Texas Longhorn z pobliskiego Teksasu.
W mieście znajduje się dom rodzinny prezydenta Stanów Zjednoczonych Dwighta Eisenhowera. Chociaż się tu nie urodził, spędził w tym mieście swoje dzieciństwo i jest tu pochowany.
Przez 8 miesięcy w 1871 roku szeryfem był tu Dziki Bill Hickok.